# Estación Las Cañas
Las Cañas fue una estación del ferrocarril ubicada en la comuna de Los Vilos, en la región de Coquimbo de Chile. Fue parte del ramal entre la estación Los Vilos y la de estación Choapa, siendo posteriormente parte del trayecto costa del longitudinal norte.

## Historia
La zona de Las Cañas contaba con una estación de ferrocarriles desde 1898, siendo parte de un ferrocarril que conectaba a la localidad con Choapa y la estación homónima y que comenzó sus trabajos en 1889.
Posteriormente, el trazado costero del longitudinal norte fue inaugurado, conectando la estación Quinquimo con la estación Los Vilos; este tramo fue inaugurado en agosto de 1943.
Esta estación funcionó con normalidad hasta mediados de la década de 1960, siendo suprimida mediante decreto del 11 de julio de 1967.
La estación nunca contó con un edificio propio, sino que más bien operó como paradero para los habitantes de la zona. Además contó con un teléfono para la gente de la zona.